# Prost AP01
O Prost AP01  é o modelo da Prost da temporada de 1998 da F-1. Esse carro foi pilotado por Olivier Panis e Jarno Trulli. O AP01 foi o primeiro carro da equipe a se aproveitar da parceria entre a Prost e a Peugeot, tendo apoio oficial da fornecedora do motores francesa durante a temporada.

## Histórico em competições
Após os bons resultados da temporada anterior, a temporada 1998 foi um desastre para a Prost. A maior fraqueza do AP01 era sua transmissão: era pesada e tinha problemas de confiabilidade, o que evitava que a equipe terminasse as corridas, muitas vezes. A transmissão pesada também afeava o ponto de gravidade do carro, provocando problemas de estabilidade. O AP01 sofreu uma revisão, antes do GP do Canadá de 1998, com o projeto da suspensão traseira sendo modificado. O carro também falhou no crash-test da FIA por três vezes naquela temporada.
Estes problemas, associados com a realocação da fábrica da equipe para os arredores de Paris, fez com que a temporada se tornasse um suplício. A equipe marcou um ponto, chegando em sexto lugar no caótico GP da Bélgica da 1998, dando a 9ª posição a Prost no Mundial de Construtores.
Um versão modificada, o AP01B foi apresentada pela equipe no final da temporada, tendo essa versão recebido uma nova transmissão, um motor revisado e com o eixo traseiro mais leve. O carro foi levado do GP do Japão de 1998, sendo pilotado por Jarno Trulli. Nas qualificações, Trulli só pode marcar o 14º tempo, pedindo para utilizar o AP01 logo após (pedido na qual, foi recusado). No warm-up, Trulli acabou acidentando o carro, o danificando seriamente e não podendo ser recuperado a tempo de correr.

## Resultados
Informações: Stats F1
| Ano  | Chassi | Motor           | Pneus | N° | Pilotos       | 1   | 2   | 3   | 4   | 5   | 6   | 7   | 8   | 9   | 10  | 11  | 12  | 13  | 14  | 15  | 16  | Pontos | Posição |  |
| ---- | ------ | --------------- | ----- | -- | ------------- | --- | --- | --- | --- | --- | --- | --- | --- | --- | --- | --- | --- | --- | --- | --- | --- | ------ | ------- |  |
|      |        |                 |       |    |               | AUS | BRA | ARG | SMR | ESP | MON | CAN | FRA | GBR | AUT | GER | HUN | BEL | ITA | LUX | JAP |        |         |  |
| 1998 | AP01   | Peugeot A16 V10 | B     | 11 | Olivier Panis | 9   | Ret | 15† | 11† | 16† | Ret | Ret | 11  | Ret | Ret | 15  | 12  | DNS | Ret | 12  | 11  | 1      | 9º      |  |
| 1998 | AP01   | Peugeot A16 V10 | B     | 12 | Jarno Trulli  | Ret | Ret | 11  | Ret | 9   | Ret | Ret | Ret | Ret | 10  | 12  | Ret | 6   | 13  | Ret | 12† | 1      | 9º      |  |

† Completou mais de 90% da distância da corrida.